# Georg Luger
Pour les articles homonymes, voir Luger.

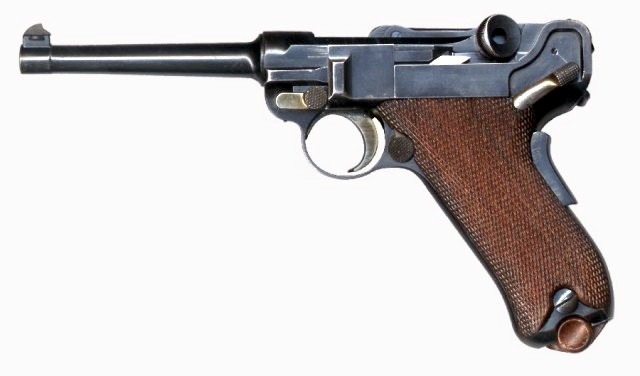
Pistolet Luger 1900 conçu par Georg Luger.

Georg Johann Luger (6 mars 1849 – 22 décembre 1923) était le concepteur autrichien du célèbre pistolet Luger et de la cartouche 9 × 19 mm Parabellum.

## Jeunesse et service militaire
Georg Luger naquit à Steinach am Brenner, dans le Tyrol. Il est le fils du Dr Bartholomaeus von Luger, un chirurgien. Après la naissance de Georg, sa famille s’installe en Italie, où le Dr Luger enseigna à l'université de Padoue. Georg grandit avec l'italien comme deuxième langue maternelle et termina l’école primaire (Grundschule) et l’école pré-universitaire (Gymnasium) en Padoue autrichienne. Après ses études, ses parents l'envoyèrent à Vienne où il étudia à l'académie de commerce de Vienne (Wiener Handelsakademie), le prédécesseur de la Vienna Business School actuelle.
En octobre 1867, Luger se porta volontaire pour le service militaire et fut affecté comme élève-officier de réserve au 78e régiment d'infanterie (de). Il fut promu Cadett-Corporal le 1er juin 1868, et aspirant (Faehnrich) le 1er octobre. L’adresse au tir de Luger attira l'attention de ses supérieurs, et il fut envoyé à l’école militaire austro-hongroise des armes à feu à Camp Bruckneudorf, où il devint rapidement instructeur. Là, son intérêt pour les systèmes de chargement automatique s’éveilla. En 1871, Luger fut promu lieutenant de réserve (Leutnant der Reserve) et devint réserviste.

## Famille
Luger épousa Elisabeth Josefa Dufek en 1873. Il s’installa à Vienne avec elle et ils eurent trois enfants (dans l'ordre):
- Georg Franz Luger
- Julius Wilhelm Bartholomaeus Luger (né le 16 mars 1880)
- Friedrich Alexander Georg Luger (né le 26 avril 1884)

Le premier fils de Luger, Georg Franz, devint ingénieur civil et rejoignit son père dans le développement des armes militaires. Son deuxième fils fut tué, alors qu’il était capitaine de réserve (Hauptmann D.R.), durant la Première Guerre mondiale sur le front de Galicie en 1915.

## Après l'armée
Après avoir quitté l'armée, Luger travailla comme comptable et plus tard dans la gestion du Jockey Club, l'un des principaux cercles sociaux à Vienne.
Il rencontra Ferdinand von Mannlicher aux environs de 1875 et les deux collaborèrent à la conception d’un magasin de fusil, qui sembla réveiller le talent latent de concepteur de Luger.
En 1891, Luger fut employé par Ludwig Loewe & Company (à Berlin, Allemagne) et devint progressivement consultant concepteur.
En 1894, il fut envoyé pour faire une démonstration à l'armée de terre américaine d’une arme conçue par Hugo Borchardt, fabriquée par la Deutsche Waffen und Munitionsfabriken (DWM) (qui avait évolué à partir de la Loewe après la mort de son fondateur). L'armée rejeta le pistolet mais, tirant parti des critiques, Luger l’améliora, créant le pistolet Parabellum (communément appelé Luger). Ce pistolet fut un succès pour Luger et DWM.
Le contrat de Luger avec DWM fut annulé en 1919 et il poursuivit l'entreprise avec succès à propos de redevances de brevets. Cependant Luger avait perdu toutes ses économies à ce moment-là.